# 多指鮗
多指鮗為輻鰭魚綱鱸形目鱸亞目七夕魚科的其中一種，分布於西太平洋區的斐濟及東加海域，棲息深度17-30公尺，體長可達4.6公分，棲息在珊瑚礁，屬肉食性，雄魚有護卵的行為。

## 擴展閱讀
維基物種上的相關：多指鮗